# مسابقات قهرمانی روئینگ آسیا ۲۰۱۹
مسابقات قهرمانی روئینگ آسیا ۲۰۱۹، نوزدهمین دوره مسابقات قهرمانی روئینگ آسیا بود که در دریاچه تانجئوم در چونگجو، کره جنوبی برگزار شد. (۲۳ تا ۲۷ اکتبر ۲۰۱۹)

## خلاصه مدال‌ها

### مردان
| رویداد                       | طلا                                                                                            | نقره                                                                   | برنز                                                                    |
| تک‌نفره سنگین‌وزن              | بهمن نصیری · ایران                                                                             | Shakhboz Kholmurzaev · ازبکستان                                        | Park Hyun-su · کرهٔ جنوبی                                                |
| دونفره سنگین‌وزن              | چین · Chen Weichun · Zhu Bohao                                                                 | کره جنوبی · Kim Dong-yong · Myeong Su-seong                            | هند · Sukhmeet Singh · Sawarn Singh                                     |
| چهارنفره سنگین‌وزن            | ازبکستان · Davrjon Davronov · Abdullo Mukhammadiev · Mekhroj Mamatkulov · Shakhboz Kholmurzaev | هند · Sawarn Singh · Rohit Kumar · Jakar Khan · Sukhmeet Singh         | ایران · سیاوش سعیدی · میلاد الله‌وردیان · امیرحسین محمودپور · بهمن نصیری |
| دونفره (با سکان‌دار)          | اندونزی · Ferdiansyah · Denri Maulidzar Al-Ghiffari                                            | ازبکستان · Sardor Tulkinkhujaev · Alisher Turdiev                      | هنگ کنگ · Lam San Tung · Wong Wai Chun                                  |
| هشت‌نفره (با سکان‌دار)         | ازبکستان                                                                                       | ژاپن                                                                   | هند                                                                     |
| تک‌نفره سبک‌وزن                | Chen Weichun · چین                                                                             | Sobirjon Safaroliev · ازبکستان                                         | عاقل حبیبیان · ایران                                                    |
| دونفره سبک‌وزن                | هنگ کنگ · Chan Chi Fung · Chiu Hin Chun                                                        | هند · Arjun Lal Jat · Arvind Singh                                     | اندونزی · Ihram · Mahendra Yanto                                        |
| چهارنفره سبک‌وزن              | ازبکستان · Shekhroz Hakimov · Sobirjon Safaroliev · Evgeniy Agafonov · Shakhzod Nurmatov       | هنگ کنگ · Wong Wai Chun · Lam San Tung · Chan Chi Fung · Chiu Hin Chun | ژاپن · Kakeru Sato · Takuma Nakamura · Daiki Nomura · Kazuki Nara       |
| چهارنفره سبک‌وزن (با سکان‌دار) | هند · Jasveer Singh · Jegan Sekar · Tejash Hanamant Shinde · Charanjeet Singh                  | هنگ کنگ · Wong Wai Lok · Chau Yee Ping · Wong Ho Yin · Ho Chak Lung    | ژاپن · Jun Kuwamura · Taiga Matsuura · Ryo Shinobu · Asahi Sugiura      |

### زنان
| رویداد                | طلا                                                                | نقره                                                                                | برنز                                                                                          |
| تک‌نفره سنگین‌وزن       | Zhang Shuxian · چین                                                | Huang Yi-ting · تایوان                                                              | Nguyễn Thị Hải · ویتنام                                                                       |
| دونفره سنگین‌وزن       | چین · Hou Qinyue · Zhang Hairong                                   | کره جنوبی · Song Ji-sun · Lee Su-bin                                                | ایران · هانیه خرسند · نازنین رحمانی                                                           |
| چهارنفره سنگین‌وزن     | چین · Hou Qinyue · Sun Fengjiao · Zhang Hairong · Zhou Ziwen       | تایلند · Phuttharaksa Neegree · Matinee Raruen · Parisa Chaempudsa · Rojjana Raklao | ویتنام · Trần Thị An · Nguyễn Thị Hải · Lê Thị Hiền · Phạm Thị Thảo                           |
| دونفره (با سکان‌دار)   | چین · Zhao Mingwei · Xia Keke                                      | ژاپن · Akiho Takano · Rena Suzuki                                                   | ویتنام · Lê Thị Hiền · Phạm Thị Thảo                                                          |
| چهارنفره (با سکان‌دار) | چین · Zhou Ziwen · Sun Fengjiao · Zhao Mingwei · Xia Keke          | ویتنام · Trần Thị An · Nguyễn Thị Hải · Lê Thị Hiền · Phạm Thị Thảo                 | تایلند · Nuntida Krajangjam · Piyamon Toemsuk · Nattariwan Nunchai · Premruethai Hongseethong |
| تک‌نفره سبک‌وزن         | نازنین ملایی · ایران                                               | Ji Yoo-jin · کرهٔ جنوبی                                                              | Ayami Oishi · ژاپن                                                                            |
| دونفره سبک‌وزن         | چین · Fu Xiaoyue · Zou Jiawang                                     | کره جنوبی · Choi Yu-ri · Jung Hye-ri                                                | ایران · زینب نوروزی · کیمیا زارعی                                                             |
| چهارنفره سبک‌وزن       | ژاپن · Kanako Ueda · Hinako Takimoto · Sahoko Kinoda · Ai Tsuchiya | ویتنام · Lương Thị Thảo · Tạ Thanh Huyền · Đinh Thị Hảo · Hồ Thị Lý                 | ایران · شکیبا وقوفی · زینب نوروزی · کیمیا زارعی · مریم امیدی پارسا                            |

## جدول مدال‌ها
*   کره جنوبی
| رتبه            | کشور            | طلا | نقره | برنز | مجموع |
| --------------- | --------------- | --- | ---- | ---- | ----- |
| ۱               | چین             | ۸   | ۰    | ۰    | ۸     |
| ۲               | ازبکستان        | ۳   | ۳    | ۰    | ۶     |
| ۳               | ایران           | ۲   | ۰    | ۵    | ۷     |
| ۴               | ژاپن            | ۱   | ۲    | ۳    | ۶     |
| ۵               | هند             | ۱   | ۲    | ۲    | ۵     |
| ۶               | هنگ کنگ         | ۱   | ۲    | ۱    | ۴     |
| ۷               | اندونزی         | ۱   | ۰    | ۱    | ۲     |
| ۸               | کرهٔ جنوبی*      | ۰   | ۴    | ۱    | ۵     |
| ۹               | ویتنام          | ۰   | ۲    | ۳    | ۵     |
| ۱۰              | تایلند          | ۰   | ۱    | ۱    | ۲     |
| ۱۱              | تایوان          | ۰   | ۱    | ۰    | ۱     |
| مجموع (۱۱ کشور) | مجموع (۱۱ کشور) | ۱۷  | ۱۷   | ۱۷   | ۵۱    |